# Silvina Moschini
Silvina Moschini (nascida em Azul, 1972) é uma escritora e empresária argentina.

## Educação
Moschini é bacharel em Relações Públicas Universidad Argentina de la Empresa (Buenos Aires, Argentina), uma licenciatura em Marketing pela Universidade de Nova Iorque, e um mestrado em Relações Públicas pela Universidade de Houston, Texas. Seus estudos de pós-graduação em Gestão e eram Comunicações rede social na Libera Università di Lingue e Comunicazione e na Università Commerciale Luigi Bocconi, tanto em Milão, Itália.

## Carreira
Moschini descobriu que o empreendedorismo na Argentina necessária muita papelada, então ela se mudou para os Estados Unidos. Depois de uma difícil transição, ela obteve uma posição para liderar a América Latina departamento de Relações Públicas da Compaq, que foi posteriormente adquirida pela Hewlett-Packard. Ela ocupou cargos na Patagon.com e Grupo Santander Central Hispano antes de se tornar vice-presidente de comunicações corporativas da Visa International. Ela a deixou para fundar sua própria empresa em 2003.
Ela é o fundadora e CEO da empresa que: Intuic empresa de relações públicas, e também presidente KMGI, presidente da WikiExperts.us, presidente e de TransparentBusiness.
Ela é um colunista para o jornal espanhol La Vanguardia, onde ela escreve sobre marketing e publicidade na Internet.
Ela já apareceu na CNN en Español e Tele Nuestra Noticias 24 Horas (NTN24) como um especialista em tendências online, incluindo Pinterest, Facebook e Wikipédia. Ela afirmou que a Fundação Wikimedia deveria vender publicidade na Wikipédia, dizendo: "Eles devem pensar de publicidade não como intromissão, mas como uma forma de financiar não apenas os servidores, mas também melhorou o conteúdo acadêmico".

## Vida pessoal
A Internet também é parte da vida pessoal Moschini: ela casou com o empresário da Web Alex Konanykhin, a quem ela conheceu através do serviço match.com.